# Perkz
Luka Perković (Zagreb, 30 de setembre de 1998) més conegut pel seu sobrenom Perkz, és un jugador croat professional de l'eSport League of Legends.
Del 2015 al 2020, Perkz va ser membre de G2 Esports, quan l'equip es va convertir en la primera organització europea a guanyar el Mid-Season Invitational el 2019. Va arribar a la final del Mundial el 2019. Ha guanyat 8 títols de LEC, empatat tercer només amb els antics companys Caps (14) i Mikyx (11). El novembre de 2020, Perkz va deixar G2 per unir-se a l'organització LCS Cloud9 per a la temporada 2021. És considerat àmpliament com un dels millors jugadors occidentals de la història de League of Legends.